# Liste von Bergen in Ghana

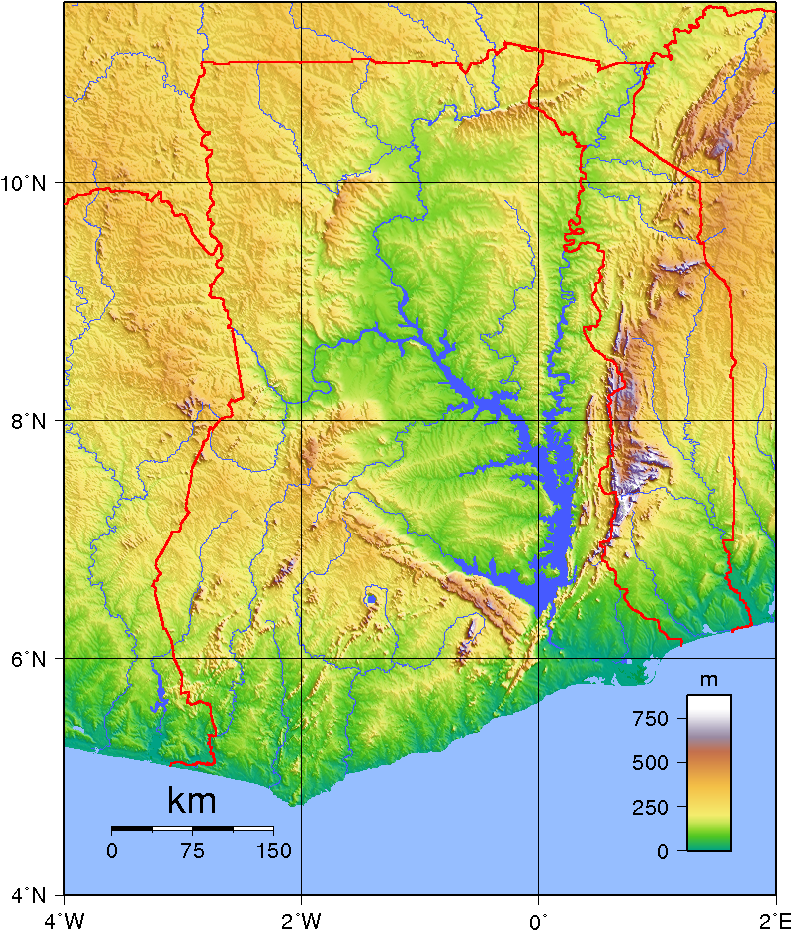
Topographische Karte Ghanas

Diese Liste enthält eine Auswahl der höchsten und bekanntesten Berge in Ghana. Die Berge liegen fast ausschließlich im Osten Ghanas an der Grenze nach Togo.

## Liste
| Berg               | Höhe  | Gebirge                             | Region         | Bemerkung |
| ------------------ | ----- | ----------------------------------- | -------------- | --------- |
| Afadjato           | 587 m | Akwapim-Togo-Kette (Agumatsa Range) | Volta Region   |           |
| Dzebobo            | 825 m | Akwapim-Togo-Kette (Agumatsa Range) | Volta Region   |           |
| Akwawa             | 788 m |                                     | Eastern Region |           |
| Mount Edouka       | 785 m | Akwapim-Togo-Kette (Agumatsa Range) | Volta Region   |           |
| Mount Atiwiredu    | 774 m |                                     |                |           |
| Mount Kwamisa      | 774 m |                                     |                |           |
| Aduadu             | 757 m | Akwapim-Togo-Kette (Agumatsa Range) | Volta Region   |           |
| Mount Pakesie Bepo | 728 m |                                     |                |           |
| Mount Adaklu       | 580 m | Akwapim-Togo-Kette (Agumatsa Range) | Volta Region   |           |